# دورن، بلژیوم
دورن (به لاتین: Deurne) یک منطقهٔ مسکونی در بلژیک است که در آنتورپ واقع شده‌است. دورن ۷۸٬۷۴۷ نفر جمعیت دارد.